# Catedral de Paderborn
La catedral de Paderborn (en alemán: Paderborner Dom) o bien catedral de Santa María, San Kilian y San Liborio es la catedral de la arquidiócesis de Paderborn. Se encuentra en el centro de la ciudad de Paderborn, Renania del Norte-Westfalia, Alemania. La catedral de hoy se halla en un lugar que ha sido ocupado por varias iglesias durante cientos de años. Carlomagno tuvo un Kaiserpfalz construido cerca de las fuentes del río Pader. Ya en el año 777 este palacio tenía una iglesia anexa, dedicada a a Cristo (Salvator Mundi) y Brígida de Kildare.
En el siglo XIII, la catedral fue reconstruida, no debido a los daños,  sino para llevarla a los estándares artísticos y eclesiales vigentes en ese momento. La reconstrucción comenzó en el extremo occidental del edificio (basílica románica, antes de 1220 ).
En 1930, la diócesis de Paderborn fue ascendida a arquidiócesis.
Los repetidos bombardeos aliados en Paderborn en 1945 causaron graves daños a la catedral y la pérdida de obras de arte irremplazables, incluyendo todas las cristaleras históricas. El 22 de marzo de 1945, catorce personas murieron por una bomba que cayó en el claustro.
La reconstrucción duró hasta la década de 1950. De 1978 a 1981, se llevó a cabo otra importante restauración.